# Les Clés du paradis
Pour plus de détails, voir Fiche technique et Distribution.
Les Clés du paradis est un film français réalisé en 1991, par Philippe de Broca.

## Synopsis
Gaspard Caveilhac, célèbre écrivain parisien, est loin d'être comblé par sa vie privée, entre une maîtresse hystérique, Marie, et les pensions alimentaires qu'il doit verser à ses ex-femmes. Il part quelques jours se reposer chez son frère, Paul, modeste professeur de français dans une petite ville de Bretagne. Sur place, Gaspard est séduit par la tranquillité de l'existence de Paul, qui envie de son côté la gloire facile de son aîné. Il lui propose alors d'échanger leurs vies, légalement, devant notaire, leurs compagnes respectives étant incluses dans le contrat. Tout se passe bien entre l'écrivain et la femme de Paul, Isabelle, qui était déjà sa maîtresse. Mais Paul, de son côté, est horriblement intimidé par Marie.

## Fiche technique
- Titre original : Les Clés du paradis
- Réalisation : Philippe de Broca
- Scénario : Philippe de Broca, Alexandre Jardin
- Décors : Tony Egry
- Costumes : Sylvie Marcou et Sophie Marcou
- Photographie : Jean-Yves Le Mener
- Son : Jean-Charles Ruault, François Groult
- Montage : Hugues Darmois
- Musique : Francis Lai
- Production déléguée : Alain Terzian
- Société de production : Alter Films, TF1 Films Production, Ced Productions, Messine Productions
- Société de distribution : UGC
- Pays d’origine :  France
- Langue originale : français
- Format : couleur — son Stéréo
- Genre: comédie
- Durée : 100 minutes
- Dates de sortie : 
  - France : 30 octobre 1991

## Distribution
- Gérard Jugnot : Paul Caveilhac
- Pierre Arditi : Gaspard Caveilhac
- Philippine Leroy-Beaulieu : Marie
- Fanny Cottençon : Isabelle
- François Perrot : Boileau
- Micheline Dax : Olga
- Natacha Amal : Charlotte
- Jacques Jouanneau : Le président du yacht-club
- Isabelle Mergault : la fleuriste
- Clément Harari : Le notaire
- Alain Terzian : Raoul, le libraire
- Anna Gaylor : La mère de Marie
- Rose Thiéry : la directrice
- Daniel Berlioux : Le neurologue
- Jean-Marie Blin : Le psychiatre
- Vincent Cassel : le garçon de café
- Emmanuelle Bach : une infirmière psychiatrique